# Phyllonorycter idolias
Phyllonorycter idolias är en fjärilsart som först beskrevs av Edward Meyrick 1891.  Phyllonorycter idolias ingår i släktet guldmalar, och familjen styltmalar.
Artens utbredningsområde är Algeriet. Inga underarter finns listade i Catalogue of Life.